# Copiula rivularis
Copiula rivularis es una especie de anfibio anuro de la familia Microhylidae. Es una rana endémica de la isla de Nueva Guinea, donde se distribuye por las montañas de la provincia de Morobe (Papúa Nueva Guinea). Probablemente también se encuentre en la provincia de Papúa (Indonesia). Habita en pequeños arroyos en zonas de selva tropical entre los 600 y 1600 metros de altitud. Es principalmente una rana acuática pero pone sus huevos en el suelo del bosque. Se cree que se reproduce por desarrollo directo.